# La Soledad, La Misión
La Soledad är en ort i Mexiko.   Den ligger i kommunen La Misión och delstaten Hidalgo, i den sydöstra delen av landet, 190 km norr om huvudstaden Mexico City. La Soledad ligger 1 044 meter över havet och antalet invånare är 388.
Terrängen runt La Soledad är bergig västerut, men österut är den kuperad. Runt La Soledad är det ganska glesbefolkat, med 42 invånare per kvadratkilometer. Närmaste större samhälle är Chapulhuacán, 16,1 km öster om La Soledad. I omgivningarna runt La Soledad växer huvudsakligen savannskog.